# Petita i mitjana empresa
La petita i mitjana empresa (abreujat com PIME o lexicalitzat com a pime) és aquella companyia el nombre d'empleats de la qual està per sota d'uns límits establerts generalment a nivell estatal.

## Unió Europea
Els estats membres de la Unió Europea tradicionalment han tingut la seva pròpia definició sobre què constitueix una PIME. Per exemple a Alemanya el límit estava en 250 empleats i en canvi a Bèlgica en 100.
La Unió Europea va intentar estandarditzar el concepte mitjançant la recomanació 2003/361, on es detalla el significat de les SME (small and medium-sized enterprises):
- Empresa micro: aquella amb menys de 10 empleats i amb facturació o balanç de situació de 2 milions d'euros o menys.
- Empresa petita (small): aquella amb menys de 50 empleats i amb facturació o balanç de 10 milions d'euros o menys.
- Empresa mitjana (medium-sized): aquella amb menys de 250 treballadors i (a) amb facturació inferior o igual a 50 milions d'euros, o (b) amb balanç inferior a 43 milions d'euros.[2]

La forma abreujada en anglès SME també es fa servir en organitzacions internacionals com el Banc Mundial, les Nacions Unides i l'Organització Mundial del Comerç.

## Estats Units
Als Estats Units predomina la forma abreujada SMB (small and medium businesses). La petita empresa (small) s'hi defineix pel nombre d'empleats el límit del qual és de 100; en canvi la mitjana (medium-sized) sovint es refereix a menys de 500 empleats.
Tant en els Estats Units com Europa, la petita oficina (SOHO, small office/home office o single office/home office) té un llindar de 10 o menys.

## Importància en les economies
En la majoria de les economies les empreses més petites són les més nombroses. Als Estats Units les Pimes representen el 99% de totes les empreses i donen ocupació a uns 65 milions de persones. A tot el món representen entre el 40 i el 50% del PIB.
A l'Índia, les empreses micro i petites (MSE o Micro and Small Enterprises) juguen un gran paper en el sector industrial del país i s'estima que el 2009 representaven un 39% de les manufactures i un 33% de les exportacions índies i donava ocupació a uns 31 milions de persones.